# スターダスト LOVE TRAIN/バッタマン
「スターダスト LOVE TRAIN/バッタマン」（スターダスト・ラブ・トレイン/バッタマン）は、超特急の9枚目のシングル。2015年6月10日にSDRから発売された。

## 概要
前作「Star Gear/EBiDAY EBiNAI/Burn!」以来約7か月ぶりとなる2015年第1弾シングル。また、今作はグループのデビュー記念日である6月10日に発売された事から、「デビュー3周年記念作品」としての側面も合わせ持っており、作家陣にも豪華な顔ぶれが揃った。
「スターダスト LOVE TRAIN」は、小室哲哉プロデュースによる楽曲。タイトルはTM NETWORKの「Love Train」へのオマージュであり、メンバーとの直接ミーティングを行った末に提示された「3周年のアニバーサリー感とクールな方向性」を主軸に、ドラムンベースを基調としたダンスナンバーとして制作された。
対して「バッタマン」は、これまでももいろクローバーZや私立恵比寿中学など、スターダストプロモーション関連のアーティストを数多く手掛け、超特急ともかねてから関わりがあった前山田健一によるプロデュース作品。タイトルは一見意味の分からないものではあるが、「"本物"かどうかを決める定義」をテーマとした楽曲である事から、紛い物の意で使われる「バッタモン」をもじった名前である。歌詞の制作にも前山田と各メンバーとのメールでのやり取りを経て、その中での言葉を活かしながら「8号車=ファンへの感謝と超特急の（今後に対する）野心」を、日本では数少ない（2015年現在）ファンコットに乗せて歌う楽曲に仕上がった。また、ミュージックビデオには前山田自身もヒャダインとして出演している。
今作では『通常盤』に加えて、同年3月に開催された初の男性限定イベント「BULLET TRAIN BOYS GIG Vol.01 ～そのLINKをRINGせよ!! 間違っちゃったホワイトデー男祭り!!～」のライブ映像Blu-rayとセットの『初回完全限定盤』、2015年春のツアー「BULLET TRAIN ONEMAN SHOW SPRING HALL TOUR 2015 "20億分のLINK 僕らのRING"」のライブチケットに付属する『チケットバンドル盤』の3形態で発売され、オリコンウィークリーチャート5位にランクイン。シングル連続トップ10入りの記録を更新した（7作目）。

## 収録曲
初回完全限定盤・通常盤
1. スターダスト LOVE TRAIN [4:42]
作詞・作曲・編曲：小室哲哉
2. バッタマン [3:55]
作詞・作曲：前山田健一 / 編曲：Jockie "MASTA BASS" Suama
3. Summer love [4:15]
作詞：月丘りあ子 / 作曲・編曲：近藤圭一

チケットバンドル盤
1. スターダスト LOVE TRAIN
2. バッタマン

### Blu-ray（初回完全限定盤のみ）
BULLET TRAIN BOYS GIG Vol.01 ～そのLINKをRINGせよ!! 間違っちゃったホワイトデー男祭り!!～ 2015.3.14@DESEO
1. Superstar
2. Drive on week
3. Secret Express
4. panipani
5. ikki!!!!!i!!
6. Kiss Me Baby
7. 走れ!!!!超特急
8. Believe×Believe
9. Burn!